# Wladimir Petrowitsch Skljarenko

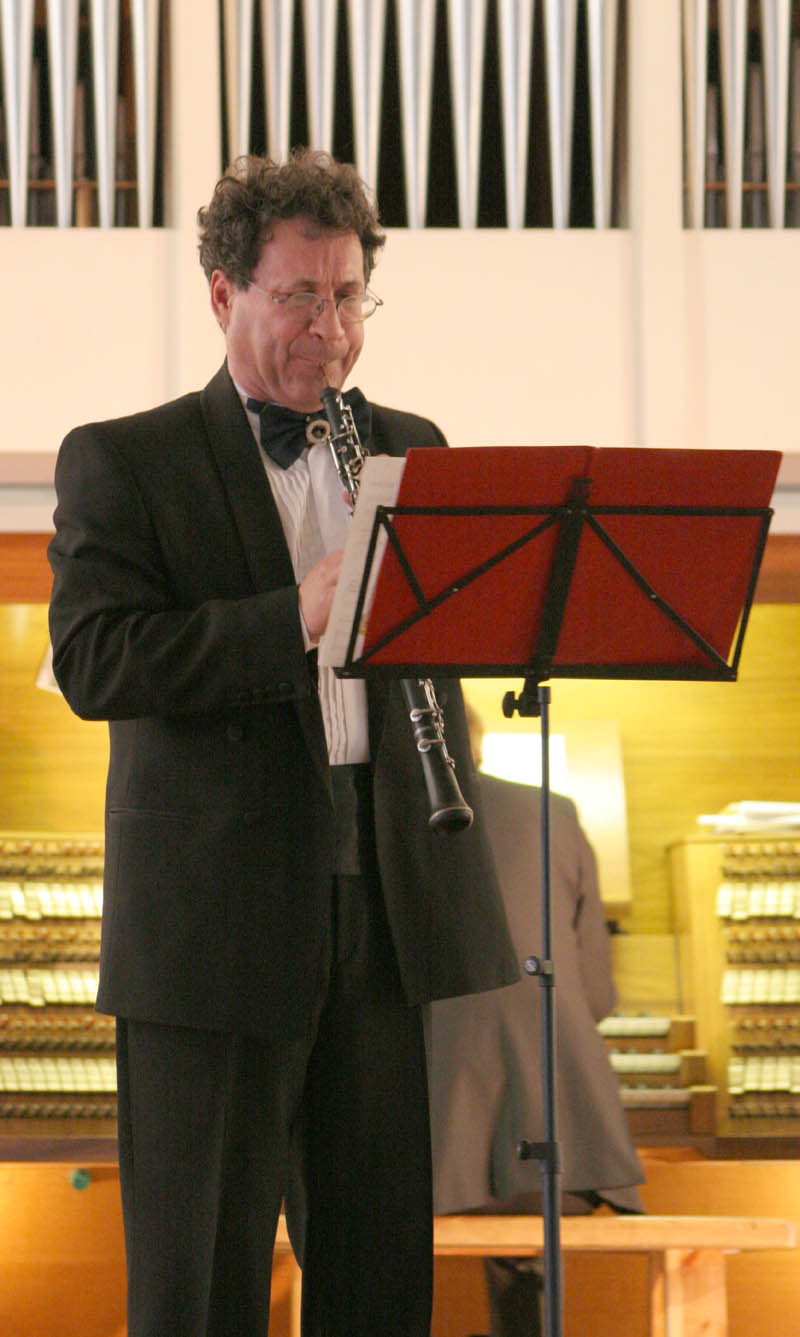
Wladimir Petrowitsch Skljarenko im Jahr 2007

Wladimir Petrowitsch Skljarenko (russisch Владимир Петрович Скляренко, wiss. Transliteration Vladimir Petrovič Skljarenko; * 5. März 1955 in Saratow) ist ein russischer Oboist.

## Leben
Von 1974 bis 1979 studierte er Oboe am L.W.Sobinow-Konservatorium im Saratow. Von 1983 bis 1986 besuchte er einen Fortgeschrittenenkurs unter Professor I. Puschetschnikow an der Gnesins-Musikhochschule in Moskau.
Er ist Preisträger des Oboisten-Wettbewerbs Russlands und der Sowjetunion. 1998 siegte er im internationalen Wettbewerb in Ragusa (Italien).
Von 1976 bis 1991 arbeitete er als Solist des Symphonieorchesters an der Saratower Philharmonie. Er nahm an den internationalen Festivals der deutschen Musik in Saratow, am amerikanischen Musik-Festivals in Moskau und am Festival „Asien-Europa“ in Kasan teil.
1990 hat er das Barockensemble „Trio-sonata“ gegründet. Er nimmt auch an den Konzerten als Solist mit den bekannten Organisten Arturo Sacchetti und Antonella Barbarossa in Italien, Schlauch Enrike, Ayara Khara Spane, Oleg Jantschenko, und Juri Krjatschko teil.